# Mottafollone
Mottafollone est une commune de la province de Cosenza, dans la région de Calabre, en Italie.

## Administration
| Période                                  | Période  | Identité                | Étiquette    | Qualité |
| ---------------------------------------- | -------- | ----------------------- | ------------ | ------- |
| 14 juin 2004                             | En cours | Francesco Antonio Bruno | Lista Civica |         |
| Les données manquantes sont à compléter. |          |                         |              |         |

### Communes limitrophes
Buonvicino, Grisolia, Malvito, San Sosti, Sant'Agata di Esaro

### Évolution démographique
Habitants recensés

### Jumelage
- Andenne (Belgique)
- Chauny (France)
- Bergheim (Allemagne)